# Maria Antonia de Austria (1669-1692)
a nu se confunda cu Maria Antoaneta de Austria, regină a Franței
Maria Antonia de Austria (Maria Antonia Theresia Josefa; 18 ianuarie 1669 – 24 decembrie 1692) a fost fiica cea mare și singurul copil care a supraviețuit al împăratului romano-german Leopold I și a primei lui soții, Margarita Teresa a Spaniei.